# Claudia 10 Tour
Claudia 10 Tour é a nona turnê da cantora brasileira Claudia Leitte, para comemorar os 10 anos de sua carreira solo. Iniciou no dia 5 de agosto de 2017, em Salvador, Bahia, com conclusão no dia 26 de maio de 2018, em Maricá, Rio de Janeiro. A turnê bateu recordes de público em seus três primeiros shows, recebendo mais de 1,5 milhão de pessoas no segundo show, realizado em Nova Iorque, no evento Brazilian Day, e mais de 30 mil pessoas em Tangará da Serra, no Mato Grosso.

## Conceito
De acordo com Claudia Leitte, a turnê mistura passado, presente e futuro: "Vamos desembocar um clima bem moderno e atual, mas um pouco nostálgico, porque visitei minhas raízes, me emocionei e quero compartilhar isso com meus fãs, com as pessoas que estão perto de mim durante esses anos, e com os que chegaram por agora", disse a cantora em entrevista ao G1 Bahia. Quanto ao repertório, as músicas escolhidas serão apresentadas em ordem cronológica, de modo que a trajetória seja contada no show. Além disso, Claudia informou ao G1 Bahia que canções que estão fora do repertório há muitos anos serão apresentadas com nova roupagem: "É um planejamento para mostrar aos meus fãs uma história da qual eles fazem parte. 'Claudia 10' é gratidão."
A turnê, que seria lançada mais tarde, foi antecipada para estrear em Salvador como forma de prévia e também para coincidir com o lançamento do single "Baldin de Gelo": "Eu adiantei os processos, a gente começou as celebrações dos dez anos hoje só porque ia cantar pra vocês. Claudia Leitte 10 – são dez anos, dez músicas que não podem sair do repertório, dez razões para continuar até ficar bem velha (risos). Eu vou dar tudo de mim multiplicado por dez, a vocês", disse a cantora durante o primeiro show da turnê.

## Repertório
1. "Claudinha Bagunceira" / "Sonífera Ilha"
2. "Beijar na Boca"
3. "Faz Um"
4. "Insolação do Coração"
5. "Dekolê
6. "Carnaval"
7. "Corazón"
8. "We Are One (Ole Ola)"
9. "Baldin de Gelo"
10. "Taquitá"
11. "Largadinho"
12. "Matimba"
13. "Lacradora"
14. "Amor Perfeito"
15. "Bola de Sabão"
16. "Cartório"
17. "Pode Ter"
18. "Lirirrixa" / "Pau Que Nasce Torto" / "Melô do Tchan" / "Paquerei"
19. "Fulano in Sala"
20. "Caranguejo"
21. "Safado, Cachorro, Sem-vergonha"
22. "Exttravasa"

| Estreia da turnê |
| --- |
| 1. "Claudinha Bagunceira" / "Sonífera Ilha" 2. "Dekolê 3. "Fulano in Sala" 4. "Caranguejo" / "Safado, Cachorro, Sem-vergonha" 5. "Baldin de Gelo" 6. "Taquitá" 7. "Eu Gosto" 8. "Largadinho" 9. "Matimba (Remix)" 10. "Cartório" 11. "Bola de Sabão" 12. "Janeiro a Janeiro" / "Cai Fora" / "Eu Fico" / "Amor à Prova" 13. "Faraó (Divindade do Egito)" / "Ilê Pérola Negra (O Canto do Negro)" 14. "Amor Toda Hora" 15. "Dia da Farra e do Beijo" 16. "Canudinho" / "Uau" 17. "Preto, Se Você Me Der Amor" 18. "Amor Perfeito" 19. "Beijar na Boca" / "Arriba (Xenhenhém)" / "Faz Um" 20. "Insolação do Coração" 21. "Exttravasa" 22. "Locomotion Batucada" / "Corazón" / "We Are One (Ole Ola)" 23. "As Máscaras (Se Deixa Levar)" 24. "Doce Paixão" |

Notas
- No primeiro show da turnê, Leitte recebeu a cantora Ana Vilela para cantar "Trem Bala".

## Datas
| Data                    | Cidade                 | País           | Local                                   |                |                |                |
| América do Sul          | América do Sul         | América do Sul | América do Sul                          | América do Sul | América do Sul | América do Sul |
| ----------------------- | ---------------------- | -------------- | --------------------------------------- | -------------- | -------------- | -------------- |
| 5 de agosto de 2017     | Salvador               | Brasil         | Wet 'n Wild                             |                |                |                |
| América do Norte        |                        |                |                                         |                |                |                |
| 3 de setembro de 2017   | Nova Iorque            | Estados Unidos | Brazilian Day                           |                |                |                |
| América do Sul          |                        |                |                                         |                |                |                |
| 9 de setembro de 2017   | Tangará da Serra       | Brasil         | Parque de Exposições                    |                |                |                |
| 23 de outubro de 2017   | Goiânia                | Brasil         | Império Boulevard                       |                |                |                |
| 29 de outubro de 2017   | Rio de Janeiro         | Brasil         | Rio Beach Club                          |                |                |                |
| 19 de novembro de 2017  | São Paulo              | Brasil         | Espaço das Américas                     |                |                |                |
| 2 de dezembro de 2017   | Recife                 | Brasil         | Itaipava Catorze                        |                |                |                |
| 8 de dezembro de 2017   | Natal                  | Brasil         | Arena das Dunas                         |                |                |                |
| 10 de dezembro de 2017  | Natal                  | Brasil         | Imirá Plaza Hotel                       |                |                |                |
| 29 de dezembro de 2017  | Salvador               | Brasil         | Orla da Boca do Rio                     |                |                |                |
| 31 de dezembro de 2017  | São Paulo              | Brasil         | Réveillon da Paulista                   |                |                |                |
| 5 de janeiro de 2018    | Salvador               | Brasil         | Wet'n Wild                              |                |                |                |
| 6 de janeiro de 2018    | Maceió                 | Brasil         | Maceió Verão 2018                       |                |                |                |
| 21 de janeiro de 2018   | Itapemirim             | Brasil         | Itapemirim Verão 2018                   |                |                |                |
| 27 de janeiro de 2018   | Ubá                    | Brasil         | Parque de Exposições do Horto Florestal |                |                |                |
| 28 de janeiro de 2018   | Salvador               | Brasil         | Alto do Andú                            |                |                |                |
| 2 de fevereiro de 2018  | Santa Cruz de Cabrália | Brasil         | Praça do Povo                           |                |                |                |
| 3 de fevereiro de 2018  | São Paulo              | Brasil         | Estádio do Canindé                      |                |                |                |
| 8 de fevereiro de 2018  | Salvador               | Brasil         | Circuito Barra Ondina                   |                |                |                |
| 9 de fevereiro de 2018  | Salvador               | Brasil         | Circuito Barra Ondina                   |                |                |                |
| 10 de fevereiro de 2018 | Salvador               | Brasil         | Camarote Skol                           |                |                |                |
| 11 de fevereiro de 2018 | Salvador               | Brasil         | Circuito Campo Grande                   |                |                |                |
| 13 de fevereiro de 2018 | Salvador               | Brasil         | Circuito Barra Ondina                   |                |                |                |
| 15 de fevereiro de 2018 | Porto Seguro           | Brasil         | Arena Axé Moi                           |                |                |                |
| 17 de fevereiro de[2018 | São Paulo              | Brasil         | Avenida 23 de Maio                      |                |                |                |
| 17 de fevereiro de[2018 | Rio de Janeiro         | Brasil         | Camarote Guanabara                      |                |                |                |
| 17 de março de 2018     | São Paulo              | Brasil         | Arena Barra Funda                       |                |                |                |
| 31 de março de 2018     | Búzios                 | Brasil         | Casa da Praia                           |                |                |                |
| 20 de abril de 2018     | Caraguatatuba          | Brasil         | Praça da Cultura                        |                |                |                |
| 22 de abril de 2018     | Feira de Santana       | Brasil         | Ruas de Feira de Santana                |                |                |                |
| 25 de abril de 2018     | Feira Grande           | Brasil         | Praça Pública da Cidade                 |                |                |                |
| 27 de abril de 2018     | São Paulo              | Brasil         | Autódromo de Interlagos                 |                |                |                |
| 28 de abril de 2018     | Miracema               | Brasil         | Parque de Exposições Jamil Cardos       |                |                |                |
| 5 de maio de 2018       | Sousa                  | Brasil         | Arena Sousa Folia                       |                |                |                |
| 18 de maio de 2018      | Nova Friburgo          | Brasil         | Ceasa de Conquista                      |                |                |                |
| 19 de maio de 2018      | Campos dos Goytacazes  | Brasil         | CEPOP                                   |                |                |                |
| 26 de maio de 2018      | Maricá                 | Brasil         | Praça Orlando de Barros Pimentel        |                |                |                |

Apresentações Canceladas
| 10 de novembro de 2017 | Fort Lauderdale | Xtreme Action Park |
| 11 de novembro de 2017 | Marietta        | Club Rio           |
| 12 de novembro de 2017 | Revere          | Club Lido          |